# Bipassalozetes lineolatus
Bipassalozetes lineolatus är en kvalsterart som först beskrevs av Sitnikova 1975.  Bipassalozetes lineolatus ingår i släktet Bipassalozetes och familjen Passalozetidae. Inga underarter finns listade.